# 宮城県白石高等学校七ヶ宿校
宮城県白石高等学校七ヶ宿校（みやぎけんしろいしこうとうがっこうしちかしゅくこう）は、宮城県刈田郡七ヶ宿町にある県立高等学校。略称は「七校」（しちこう）。

## 設置学科
- 定時制課程（昼間）
  - 普通科

## 沿革
- 1948年7月 - 宮城県白石高等学校関分校として創立。
- 1957年4月 - 宮城県白石高等学校七ヶ宿分校と改称。
- 1995年4月 - 宮城県白石高等学校七ヶ宿校と改称。

## 部活動
運動部と文化部の両方に所属することになっており、前期は運動部で、後期は文化部で活動している。
- 運動部
  - 陸上
  - 卓球
  - バドミントン
  - バスケットボール
  - バレーボール

- 文化部
  - 写真ビデオ
  - 芸能
  - 食物
  - 文化研究
  - 美術・工芸

## アクセス
- 東北本線白石駅より七ヶ宿町町営バス「七ヶ宿白石線」に約50分乗車し、終点の「七ヶ宿町役場」で下車。バス停留所より徒歩約5分。